# Oracle OpenWorld
Oracle OpenWorld — ежегодная конференция, проводимая корпорацией Oracle для специалистов в области информационных технологий. Основное мероприятие проводится в Сан-Франциско, региональные версии организуются в Сан-Паулу и Шанхае. Возникло из регулярной встречи пользователей продуктов Oracle, проводившейся с 1986 года в Сан-Франциско, в 1997 году контроль над мероприятием получила корпорация, и с тех пор ежегодно проводит его в Центре Москоне (англ. Moscone Center) как главную конференцию, на которой официально сообщает о новых продуктах и планах.  
В 2009 году был представлен первый продукт Oracle, целиком основанный на оборудовании в начале 2009 года поглощённой Sun Microsystems — Exadata V2. В тот год конференция привлекла более 37 тыс. участников.
Начиная с 2010 года конференция совмещена с JavaOne (ранее проводившейся Sun Microsystems), с этого момента на конференции широко представлено направление серверного оборудования, системы хранения данных, микропроцессоры SPARC. В 2010 году конференцию приняло участие 3633 сотрудников Oracle и более 41 тыс. посетителей.
Масштабы мероприятия ежегодно растут, так, в 2014 году программа включала 2700 технических и нетехнических сессий, большой семинар в Центре Москоне, и несколько семинаров близлежащих отелях из-за нехватки места на основной площадке.